# Chileense sidderrog
De chileense sidderrog (Tetronarce tremens) is een vissensoort uit de familie van de sidderroggen (Torpedinidae). De wetenschappelijke naam van de soort is voor het eerst geldig gepubliceerd in 1959 door de Buen.